# Copa lacustris
Copa lacustris là một loài nhện trong họ Corinnidae. Loài này phân bố ở Zimbabwe.
Loài này thuộc chi Copa. Copa lacustris được Embrik Strand miêu tả năm 1916.